# Calotes chincollium
Calotes chincollium är en ödleart som beskrevs av  Vindum 2003. Calotes chincollium ingår i släktet Calotes och familjen agamer. IUCN kategoriserar arten globalt som livskraftig. Inga underarter finns listade.